# Al-Fātiha

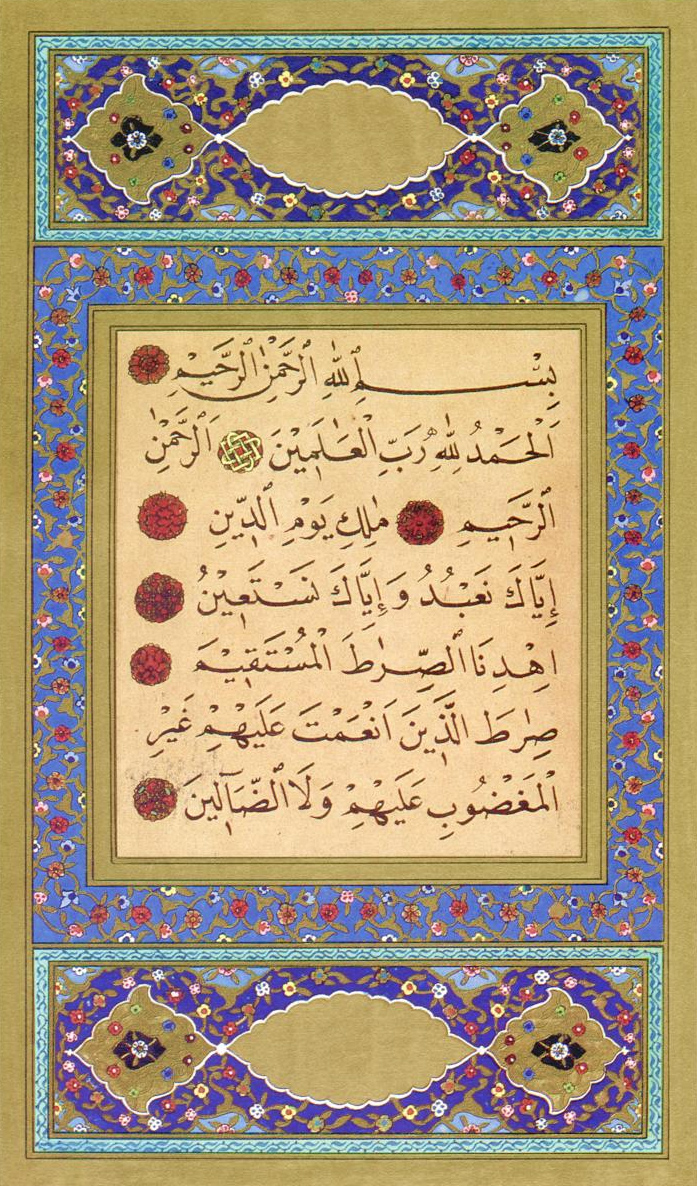
Eröffnungssure

Al-Fātiḥa [alˈfaːtiħa] (arabisch الفاتحة ‚Die Eröffnung‘) oder Sure 1 ist die erste Sure des Korans. Sie wird auch fātiḥat al-kitāb, fātiḥat al-Qurʾān und umm al-kitāb sowie im Deutschen Eröffnungssure genannt. Es gibt insgesamt 25 weitere Epitheta oder Namen zu dieser Sure. Im regelmäßigen rituellen bzw. liturgischen Gebet (arabisch ṣalāt) von Muslimen ist sie fester Bestandteil und wird durch Verse aus anderen Suren ergänzt. Auf vielen muslimischen Grabsteinen finden sich Inschriften (Ruhuna fatiha), die den Besucher bitten, die Fatiha für die Seele des Verstorbenen zu rezitieren.

## Einordnung ins rituelle Gebet
Nach der Ausrichtung nach Mekka (der qibla) spricht der Betende: Allahu akbar („Gott ist (unvergleichlich) groß“) und beginnt die im Stehen ausgeführte Rezitation der Eröffnungssure Fatiha in arabischer Sprache mit einem Lob des Einen Gottes (arab. Allah)  und dem Ausdruck der Suche nach der Zuflucht bei Gott vor dem (gesteinigten) Teufel.
Ihr schließen sich weitere selbst gewählte Verse des Korans an (oft eine kurze Sure wie die al-Ichlas), bevor der Betende sich verbeugt, anschließend niederwirft (Stirn berührt den Boden) und schließlich das Gebet mit dem islamischen Gruß: (as-salāmu ʿalaikum) – nach islamischer Vorstellung an die beiden Engel, die rechts und links auf den Schultern des Betenden sitzen – beendet. Davor oder danach kann er noch – gegebenenfalls in seiner Muttersprache – ein Bittgebet (Dua) sprechen.

## Historisches
Die Frage nach dem Alter der Fatiha ist schwer zu beantworten, da das „spezifisch islamische Kolorit“ hier ganz im Hintergrund steht, so „daß sich das Gebet in jedem jüdischen oder christlichen Erbauungsbuche sehen lassen könnte“. Indes wird nicht angezweifelt, dass die Sure schon in Mekka entstanden ist und zum Gebetsritual der ersten Muslime gehörte. Auch der Arabist und Orientalist Shlomo Dov Goitein bezeichnete die erste Sure als einen vor der Hidschra etablierten Text für das liturgische Gebet. Einige Koranexegeten aus der Frühzeit wie Mudschāhid ibn Dschabr waren allerdings der Ansicht, dass die erste Hälfte der Sure in Mekka, die zweite in Medina entstanden sei.
Die große Bedeutung dieser kurzen Sure bestätigt die islamische Koranexegese: Der andalusische Korankommentator al-Qurtubi (1214–1272) widmet dieser Sure in seiner Exegese 67 Druckseiten.

## Originaltext und Übersetzung der Sure
1. Im Namen des barmherzigen und gnädigen Gottes

«بِسْمِ اللَّهِ الرَّحْمَٰنِ الرَّحِيمِ»

„bi-smi llāhi r-raḥmāni r-raḥīm“

2. Lob sei Gott, dem Herrn der Welten,

«الْحَمْدُ لِلَّهِ رَبِّ الْعَٰلَمِينَ»

„al-ḥamdu li-llāhi rabbi l-ʿālamīn“

3. dem Barmherzigen und Gnädigen,

«الرَّحْمَٰنِ الرَّحِيمِ»

„ar-raḥmāni r-raḥīm“

4. der am Tag des Gerichts regiert!

«مَٰلِكِ يَوْمِ الدِّينِ»

„Māliki yaumi d-dīn“

5. Dir dienen wir, und Dich bitten wir um Hilfe.

«إِيَّاكَ نَعْبُدُ وَإِيَّاكَ نَسْتَعِينُ»

„Iyyāka naʿbudu wa-iyyāka nastaʿīn“

6. Führe uns den geraden Weg,

«اهْدِنَا الصِّرَٰطَ الْمُسْتَقِيمَ»

„Ihdinā ṣ-Ṣirāṭa l-mustaqīm“

7. den Weg derer, denen Du Gnade erwiesen hast, nicht (den Weg) derer, die D(ein)em Zorn verfallen sind und irregehen!

«صِرَٰطَ الَّذِينَ أَنْعَمْتَ عَلَيْهِمْ غَيْرِ الْمَغْضُوبِ عَلَيْهِمْ وَلَا الضَّآلِّينَ»

„Ṣirāṭa llazīna anʿamta ʿalayhim ġayri l-maġḍūbi ʿalayhim wa-lā ḍ-ḍāllīn“

Im Gebet folgt die Formel:
Amen

«آمين»

„Āmīn“

Die Sure hat nach allen Zählungen sieben Verse. Wer die Basmala nicht mitrechnet, zerlegt den 7. Vers kufischer Zählung als zwei Verse. Die Verse enden mit dem Reim īm / īn; damit die Reimprosa (saǧʿ) hörbar wird, reduziert man am Versende den grammatischen Auslaut. Diese Pausalform haben die Reimwörter auch in der Poesie.